# Ravanica (Kraljevo)
Ravanica (Servisch cyrillisch Раваница) is een plaats in de Servische gemeente Kraljevo. De plaats telt 784 inwoners (2002).